# Brompton Bicycle
Brompton Bicycle je anglická firma vyrábějící skládací jízdní kola sídlící v Kew Bridge ve Velkém Londýně. Je největším současným výrobcem kol ve Velké Británii podle množství vyráběných kol.

## Popis

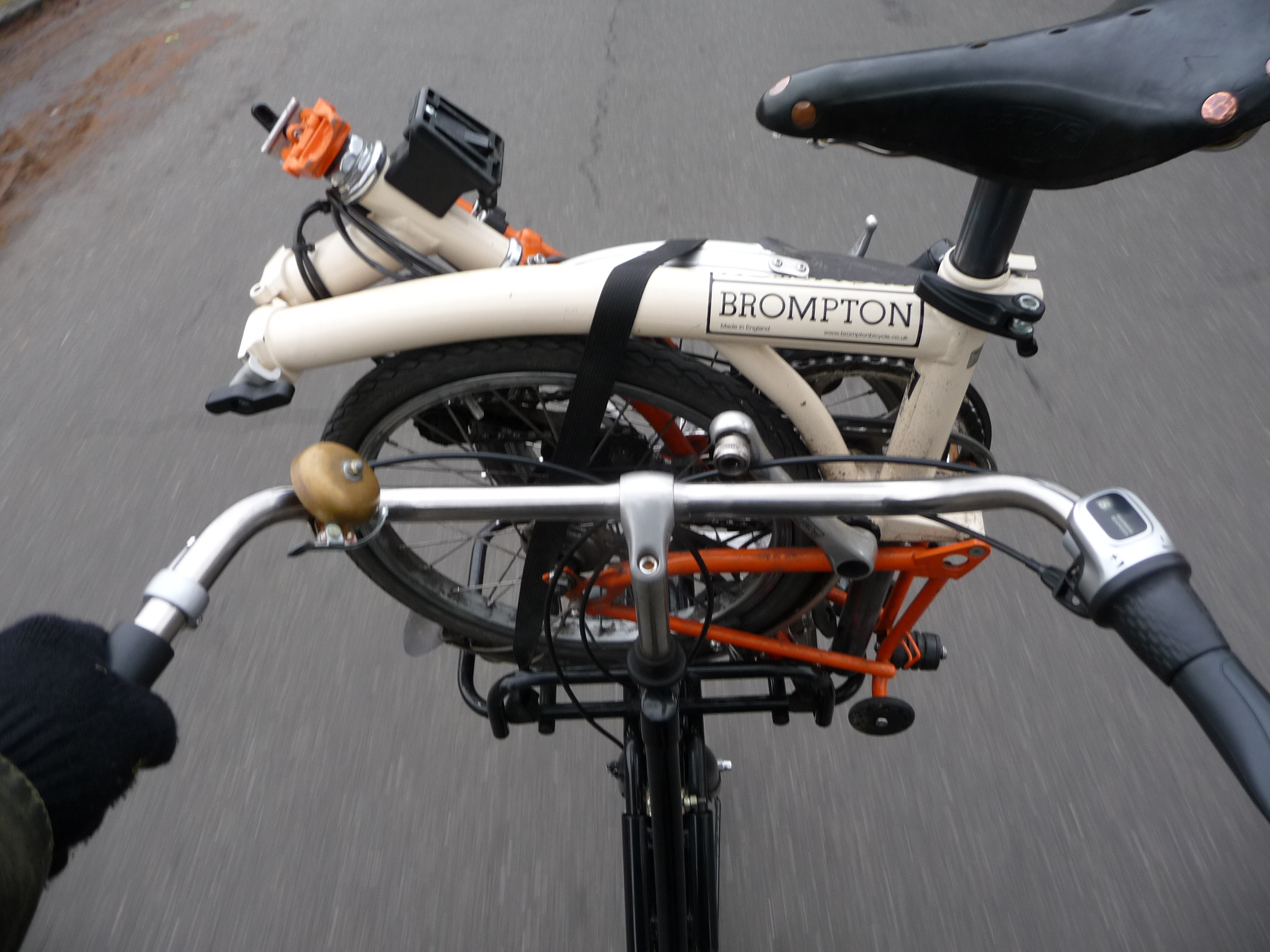
Skládací kolo Brompton na nosiči klasického kola

Hlavním výrobkem firmy jsou univerzální skládací jízdní kola a příslušenství k nim. Všechna jízdní kola, která firma vyrábí, mají stejný patentovaný a speciálně vyvinutý rám s koly o atypickém rozměru necelých 18 palců. Rám si nechal designér a zakladatel firmy Andrew Ritchie patentovat v roce 1979, tři roky po založení firmy. Jednotlivé verze prodávaných kol se liší v příslušenství, případně v materiálu (některé části mohou být volitelně vyrobeny z titanu). Kola se dnes vyrábí ve verzích 1, 2, 3 a 6 rychlostí. Verze s 3 a 6 rychlostmi je vybavena speciální lehkou planetovou převodovkou od firmy Sturmey Archer.
Kola obecně vynikají bezkonkurenční skladností a skvělými jízdními vlastnostmi pro všestranné využití. Firma Brompton Bicycle ročně vyrobí zhruba 40 tisíc, z čehož je přibližně sedmdesát procent na vývoz.

### Patent

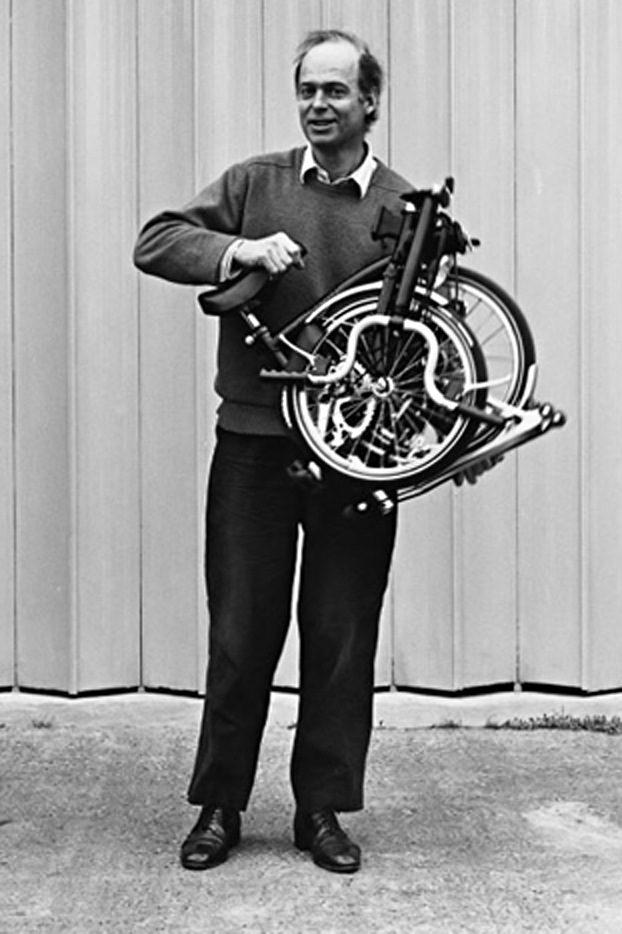
Zakladatel firmy Bromton Andrew Ritchie

V letech 1992-2002 byla kola Brompton licenčně vyráběna na Tchaj-wanu firmou Neobike, ovšem pět zaměstnanců z této firmy bylo v roce 2002 odsouzeno a uvězněno za zneužití obchodní tajemství licence firmy Brompton a za kopírovaní patentů i od konkurenční firmy Dahon.